# Povoação (freguesia)
Povoação is een plaats (freguesia) in de Portugese gemeente Povoação en telt 2441 inwoners (2001).